# Liste des députés de la 58e législature du Royaume-Uni

Cet article dresse la liste des députés élus à la Chambre des communes pour la 58e législature du Royaume-Uni. Ces parlementaires sont désignés lors des élections générales du 12 décembre 2019 dans 650 circonscriptions. Leur mandat a pris fin le 30 mai 2024 à la suite de la dissolution du Parlement en vue des élections générales de 2024.

## Liste par circonscription

### Irlande du Nord
| Circonscription            | Député sortant       | Député sortant | Député sortant | Député élu         | Député élu | Député élu | Majorité |
| Circonscription            | Nom                  | Parti          | Parti          | Nom                | Parti      | Parti      | Majorité |
| -------------------------- | -------------------- | -------------- | -------------- | ------------------ | ---------- | ---------- | -------- |
| Belfast East               | Gavin Robinson       |                | DUP            | Gavin Robinson     |            | DUP        |          |
| Belfast North              | Nigel Dodds          |                | DUP            | John Finucane      |            | Sinn Féin  |          |
| Belfast South              | Emma Little-Pengelly |                | DUP            | Claire Hanna       |            | SDLP       |          |
| Belfast West               | Paul Maskey          |                | Sinn Féin      | Paul Maskey        |            | Sinn Féin  |          |
| East Antrim                | Sammy Wilson         |                | DUP            | Sammy Wilson       |            | DUP        |          |
| East Londonderry           | Gregory Campbell     |                | DUP            | Gregory Campbell   |            | DUP        |          |
| Fermanagh and South Tyrone | Michelle Gildernew   |                | Sinn Féin      | Michelle Gildernew |            | Sinn Féin  |          |
| Foyle                      | Elisha McCallion     |                | Sinn Féin      | Colum Eastwood     |            | SDLP       |          |
| Lagan Valley               | Jeffrey Donaldson    |                | DUP            | Jeffrey Donaldson  |            | DUP        |          |
| Mid Ulster                 | Francie Molloy       |                | Sinn Féin      | Francie Molloy     |            | Sinn Féin  |          |
| Newry and Armagh           | Mickey Brady         |                | Sinn Féin      | Mickey Brady       |            | Sinn Féin  |          |
| North Antrim               | Ian Paisley          |                | DUP            | Ian Paisley        |            | DUP        |          |
| North Down                 | Sylvia Hermon        |                | Indépendant    | Stephen Farry      |            | Alliance   |          |
| South Antrim               | Paul Girvan          |                | DUP            | Paul Girvan        |            | DUP        |          |
| South Down                 | Chris Hazzard        |                | Sinn Féin      | Chris Hazzard      |            | Sinn Féin  |          |
| Strangford                 | Jim Shannon          |                | DUP            | Jim Shannon        |            | DUP        |          |
| Upper Bann                 | David Simpson        |                | DUP            | Carla Lockhart     |            | DUP        |          |
| West Tyrone                | Órfhlaith Begley     |                | Sinn Féin      | Órfhlaith Begley   |            | Sinn Féin  |          |

### Pays de Galles
| Circonscription                         | Député sortant      | Député sortant | Député sortant     | Député élu          | Député élu | Député élu         | Majorité |
| Circonscription                         | Nom                 | Parti          | Parti              | Nom                 | Parti      | Parti              | Majorité |
| --------------------------------------- | ------------------- | -------------- | ------------------ | ------------------- | ---------- | ------------------ | -------- |
| Aberavon                                | Stephen Kinnock     |                | Travailliste       | Stephen Kinnock     |            | Travailliste       |          |
| Aberconwy                               | Guto Bebb           |                | Conservateur       | Robin Millar        |            | Conservateur       |          |
| Alyn and Deeside                        | Mark Tami           |                | Travailliste       | Mark Tami           |            | Travailliste       |          |
| Arfon                                   | Hywel Williams      |                | Plaid Cymru        | Hywel Williams      |            | Plaid Cymru        |          |
| Blaenau Gwent                           | Nick Smith          |                | Travailliste       | Nick Smith          |            | Travailliste       |          |
| Brecon and Radnorshire                  | Jane Dodds          |                | LibDem             | Fay Jones           |            | Conservateur       |          |
| Bridgend                                | Madeleine Moon      |                | Travailliste       | Jamie Wallis        |            | Conservateur       |          |
| Caerphilly                              | Wayne David         |                | Travailliste       | Wayne David         |            | Travailliste       |          |
| Cardiff Central                         | Jo Stevens          |                | Travailliste       | Jo Stevens          |            | Travailliste       |          |
| Cardiff North                           | Anna McMorrin       |                | Travailliste       | Anna McMorrin       |            | Travailliste       |          |
| Cardiff South and Penarth               | Stephen Doughty     |                | Travailliste Co-op | Stephen Doughty     |            | Travailliste Co-op |          |
| Cardiff West                            | Kevin Brennan       |                | Travailliste       | Kevin Brennan       |            | Travailliste       |          |
| Carmarthen East and Dinefwr             | Jonathan Edwards    |                | Plaid Cymru        | Jonathan Edwards    |            | Plaid Cymru        |          |
| Carmarthen West and South Pembrokeshire | Simon Hart          |                | Conservateur       | Simon Hart          |            | Conservateur       |          |
| Ceredigion                              | Ben Lake            |                | Plaid Cymru        | Ben Lake            |            | Plaid Cymru        |          |
| Clwyd South                             | Susan Elan Jones    |                | Travailliste       | Simon Baynes        |            | Conservateur       |          |
| Clwyd West                              | David Jones         |                | Conservateur       | David Jones         |            | Conservateur       |          |
| Cynon Valley                            | Ann Clwyd           |                | Travailliste       | Beth Winter         |            | Travailliste       |          |
| Delyn                                   | David Hanson        |                | Travailliste       | Rob Roberts         |            | Conservateur       |          |
| Dwyfor Meirionnydd                      | Liz Saville Roberts |                | Plaid Cymru        | Liz Saville Roberts |            | Plaid Cymru        |          |
| Gower                                   | Tonia Antoniazzi    |                | Travailliste       | Tonia Antoniazzi    |            | Travailliste       |          |
| Islwyn                                  | Chris Evans         |                | Travailliste Co-op | Chris Evans         |            | Travailliste Co-op |          |
| Llanelli                                | Nia Griffith        |                | Travailliste       | Nia Griffith        |            | Travailliste       |          |
| Merthyr Tydfil and Rhymney              | Gerald Jones        |                | Travailliste       | Gerald Jones        |            | Travailliste       |          |
| Monmouth                                | David Davies        |                | Conservateur       | David Davies        |            | Conservateur       |          |
| Montgomeryshire                         | Glyn Davies         |                | Conservateur       | Craig Williams      |            | Conservateur       |          |
| Neath                                   | Christina Rees      |                | Travailliste Co-op | Christina Rees      |            | Travailliste Co-op |          |
| Newport East                            | Jessica Morden      |                | Travailliste       | Jessica Morden      |            | Travailliste       |          |
| Newport West                            | Ruth Jones          |                | Travailliste       | Ruth Jones          |            | Travailliste       |          |
| Ogmore                                  | Chris Elmore        |                | Travailliste       | Chris Elmore        |            | Travailliste       |          |
| Pontypridd                              | Owen Smith          |                | Travailliste       | Alex Davies-Jones   |            | Travailliste       |          |
| Preseli Pembrokeshire                   | Stephen Crabb       |                | Conservateur       | Stephen Crabb       |            | Conservateur       |          |
| Rhondda                                 | Chris Bryant        |                | Travailliste       | Chris Bryant        |            | Travailliste       |          |
| Swansea East                            | Carolyn Harris      |                | Travailliste       | Carolyn Harris      |            | Travailliste       |          |
| Swansea West                            | Geraint Davies      |                | Travailliste Co-op | Geraint Davies      |            | Travailliste Co-op |          |
| Torfaen                                 | Nick Thomas-Symonds |                | Travailliste       | Nick Thomas-Symonds |            | Travailliste       |          |
| Vale of Clwyd                           | Chris Ruane         |                | Travailliste       | James Davies        |            | Conservateur       |          |
| Vale of Glamorgan                       | Alun Cairns         |                | Conservateur       | Alun Cairns         |            | Conservateur       |          |
| Wrexham                                 | Ian Lucas           |                | Travailliste       | Sarah Atherton      |            | Conservateur       |          |
| Ynys Môn                                | Albert Owen         |                | Travailliste       | Virginia Crosbie    |            | Conservateur       |          |

### Écosse
| Circonscription                             | Député sortant         | Député sortant | Député sortant     | Député élu             | Député élu | Député élu   | Majorité |
| Circonscription                             | Nom                    | Parti          | Parti              | Nom                    | Parti      | Parti        | Majorité |
| ------------------------------------------- | ---------------------- | -------------- | ------------------ | ---------------------- | ---------- | ------------ | -------- |
| Aberdeen North                              | Kirsty Blackman        |                | SNP                | Kirsty Blackman        |            | SNP          |          |
| Aberdeen South                              | Ross Thomson           |                | Conservateur       | Stephen Flynn          |            | SNP          |          |
| Airdrie and Shotts                          | Neil Gray              |                | SNP                | Neil Gray              |            | SNP          |          |
| Angus                                       | Kirstene Hair          |                | Conservateur       | Dave Doogan            |            | SNP          |          |
| Argyll and Bute                             | Brendan O'Hara         |                | SNP                | Brendan O'Hara         |            | SNP          |          |
| Ayr, Carrick and Cumnock                    | Bill Grant             |                | Conservateur       | Allan Dorans           |            | SNP          |          |
| Banff and Buchan                            | David Duguid           |                | Conservateur       | David Duguid           |            | Conservateur |          |
| Berwickshire, Roxburgh and Selkirk          | John Lamont            |                | Conservateur       | John Lamont            |            | Conservateur |          |
| Caithness, Sutherland and Easter Ross       | Jamie Stone            |                | LibDem             | Jamie Stone            |            | LibDem       |          |
| Central Ayrshire                            | Philippa Whitford      |                | SNP                | Philippa Whitford      |            | SNP          |          |
| Coatbridge, Chryston and Bellshill          | Hugh Gaffney           |                | Travailliste       | Steven Bonnar          |            | SNP          |          |
| Cumbernauld, Kilsyth and Kirkintilloch East | Stuart McDonald        |                | SNP                | Stuart McDonald        |            | SNP          |          |
| Dumfries and Galloway                       | Alister Jack           |                | Conservateur       | Alister Jack           |            | Conservateur |          |
| Dumfriesshire, Clydesdale and Tweeddale     | David Mundell          |                | Conservateur       | David Mundell          |            | Conservateur |          |
| Dundee East                                 | Stewart Hosie          |                | SNP                | Stewart Hosie          |            | SNP          |          |
| Dundee West                                 | Chris Law              |                | SNP                | Chris Law              |            | SNP          |          |
| Dunfermline and West Fife                   | Douglas Chapman        |                | SNP                | Douglas Chapman        |            | SNP          |          |
| East Dunbartonshire                         | Jo Swinson             |                | LibDem             | Amy Callaghan          |            | SNP          |          |
| East Kilbride, Strathaven and Lesmahagow    | Lisa Cameron           |                | SNP                | Lisa Cameron           |            | SNP          |          |
| East Lothian                                | Martin Whitfield       |                | Travailliste       | Kenny MacAskill        |            | SNP          |          |
| East Renfrewshire                           | Paul Masterton         |                | Conservateur       | Kirsten Oswald         |            | SNP          |          |
| Edinburgh East                              | Tommy Sheppard         |                | SNP                | Tommy Sheppard         |            | SNP          |          |
| Edinburgh North and Leith                   | Deidre Brock           |                | SNP                | Deidre Brock           |            | SNP          |          |
| Edinburgh South                             | Ian Murray             |                | Travailliste       | Ian Murray             |            | Travailliste |          |
| Edinburgh South West                        | Joanna Cherry          |                | SNP                | Joanna Cherry          |            | SNP          |          |
| Edinburgh West                              | Christine Jardine      |                | LibDem             | Christine Jardine      |            | LibDem       |          |
| Falkirk                                     | John McNally           |                | SNP                | John McNally           |            | SNP          |          |
| Glasgow Central                             | Alison Thewliss        |                | SNP                | Alison Thewliss        |            | SNP          |          |
| Glasgow East                                | David Linden           |                | SNP                | David Linden           |            | SNP          |          |
| Glasgow North                               | Patrick Grady          |                | SNP                | Patrick Grady          |            | SNP          |          |
| Glasgow North East                          | Paul Sweeney           |                | Travailliste Co-op | Anne McLaughlin        |            | SNP          |          |
| Glasgow North West                          | Carol Monaghan         |                | SNP                | Carol Monaghan         |            | SNP          |          |
| Glasgow South                               | Stewart McDonald       |                | SNP                | Stewart McDonald       |            | SNP          |          |
| Glasgow South West                          | Chris Stephens         |                | SNP                | Chris Stephens         |            | SNP          |          |
| Glenrothes                                  | Peter Grant            |                | SNP                | Peter Grant            |            | SNP          |          |
| Gordon                                      | Colin Clark            |                | Conservateur       | Richard Thomson        |            | SNP          |          |
| Inverclyde                                  | Ronnie Cowan           |                | SNP                | Ronnie Cowan           |            | SNP          |          |
| Inverness, Nairn, Badenoch and Strathspey   | Drew Hendry            |                | SNP                | Drew Hendry            |            | SNP          |          |
| Kilmarnock and Loudoun                      | Alan Brown             |                | SNP                | Alan Brown             |            | SNP          |          |
| Kirkcaldy and Cowdenbeath                   | Lesley Laird           |                | Travailliste       | Neale Hanvey           |            | SNP          |          |
| Lanark and Hamilton East                    | Angela Crawley         |                | SNP                | Angela Crawley         |            | SNP          |          |
| Linlithgow and East Falkirk                 | Martyn Day             |                | SNP                | Martyn Day             |            | SNP          |          |
| Livingston                                  | Hannah Bardell         |                | SNP                | Hannah Bardell         |            | SNP          |          |
| Midlothian                                  | Danielle Rowley        |                | Travailliste       | Owen Thompson          |            | SNP          |          |
| Moray                                       | Douglas Ross           |                | Conservateur       | Douglas Ross           |            | Conservateur |          |
| Motherwell and Wishaw                       | Marion Fellows         |                | SNP                | Marion Fellows         |            | SNP          |          |
| Na h-Eileanan an Iar                        | Angus MacNeil          |                | SNP                | Angus MacNeil          |            | SNP          |          |
| North Ayrshire and Arran                    | Patricia Gibson        |                | SNP                | Patricia Gibson        |            | SNP          |          |
| North East Fife                             | Stephen Gethins        |                | SNP                | Wendy Chamberlain      |            | LibDem       |          |
| Ochil and South Perthshire                  | Luke Graham            |                | Conservateur       | John Nicolson          |            | SNP          |          |
| Orkney and Shetland                         | Alistair Carmichael    |                | LibDem             | Alistair Carmichael    |            | LibDem       |          |
| Paisley and Renfrewshire North              | Gavin Newlands         |                | SNP                | Gavin Newlands         |            | SNP          |          |
| Paisley and Renfrewshire South              | Mhairi Black           |                | SNP                | Mhairi Black           |            | SNP          |          |
| Perth and North Perthshire                  | Pete Wishart           |                | SNP                | Pete Wishart           |            | SNP          |          |
| Ross, Skye and Lochaber                     | Ian Blackford          |                | SNP                | Ian Blackford          |            | SNP          |          |
| Rutherglen and Hamilton West                | Ged Killen             |                | Travailliste Co-op | Margaret Ferrier       |            | SNP          |          |
| Stirling                                    | Stephen Kerr           |                | Conservateur       | Alyn Smith             |            | SNP          |          |
| West Aberdeenshire and Kincardine           | Andrew Bowie           |                | Conservateur       | Andrew Bowie           |            | Conservateur |          |
| West Dunbartonshire                         | Martin Docherty-Hughes |                | SNP                | Martin Docherty-Hughes |            | SNP          |          |

### Angleterre

#### Est
| Circonscription                   | Député sortant     | Député sortant | Député sortant | Député élu         | Député élu | Député élu   | Majorité |
| Circonscription                   | Nom                | Parti          | Parti          | Nom                | Parti      | Parti        | Majorité |
| --------------------------------- | ------------------ | -------------- | -------------- | ------------------ | ---------- | ------------ | -------- |
| Basildon and Billericay           | John Baron         |                | Conservateur   | John Baron         |            | Conservateur |          |
| Bedford                           | Mohammad Yasin     |                | Travailliste   | Mohammad Yasin     |            | Travailliste |          |
| Braintree                         | James Cleverly     |                | Conservateur   | James Cleverly     |            | Conservateur |          |
| Brentwood and Ongar               | Alex Burghart      |                | Conservateur   | Alex Burghart      |            | Conservateur |          |
| Broadland                         | Keith Simpson      |                | Conservateur   | Jerome Mayhew      |            | Conservateur |          |
| Broxbourne                        | Charles Walker     |                | Conservateur   | Charles Walker     |            | Conservateur |          |
| Bury St Edmunds                   | Jo Churchill       |                | Conservateur   | Jo Churchill       |            | Conservateur |          |
| Cambridge                         | Daniel Zeichner    |                | Travailliste   | Daniel Zeichner    |            | Travailliste |          |
| Castle Point                      | Rebecca Harris     |                | Conservateur   | Rebecca Harris     |            | Conservateur |          |
| Central Suffolk and North Ipswich | Dan Poulter        |                | Conservateur   | Dan Poulter        |            | Conservateur |          |
| Chelmsford                        | Vicky Ford         |                | Conservateur   | Vicky Ford         |            | Conservateur |          |
| Clacton                           | Giles Watling      |                | Conservateur   | Giles Watling      |            | Conservateur |          |
| Colchester                        | Will Quince        |                | Conservateur   | Will Quince        |            | Conservateur |          |
| Epping Forest                     | Eleanor Laing      |                | Conservateur   | Eleanor Laing      |            | Conservateur |          |
| Great Yarmouth                    | Brandon Lewis      |                | Conservateur   | Brandon Lewis      |            | Conservateur |          |
| Harlow                            | Robert Halfon      |                | Conservateur   | Robert Halfon      |            | Conservateur |          |
| Harwich and North Essex           | Bernard Jenkin     |                | Conservateur   | Bernard Jenkin     |            | Conservateur |          |
| Hemel Hempstead                   | Mike Penning       |                | Conservateur   | Mike Penning       |            | Conservateur |          |
| Hertford and Stortford            | Mark Prisk         |                | Conservateur   | Julie Marson       |            | Conservateur |          |
| Hertsmere                         | Oliver Dowden      |                | Conservateur   | Oliver Dowden      |            | Conservateur |          |
| Hitchin and Harpenden             | Bim Afolami        |                | Conservateur   | Bim Afolami        |            | Conservateur |          |
| Huntingdon                        | Jonathan Djanogly  |                | Conservateur   | Jonathan Djanogly  |            | Conservateur |          |
| Ipswich                           | Sandy Martin       |                | Travailliste   | Tom Hunt           |            | Conservateur |          |
| Luton North                       | Kelvin Hopkins     |                | Travailliste   | Sarah Owen         |            | Travailliste |          |
| Luton South                       | Gavin Shuker       |                | Travailliste   | Rachel Hopkins     |            | Travailliste |          |
| Maldon                            | John Whittingdale  |                | Conservateur   | John Whittingdale  |            | Conservateur |          |
| Mid Bedfordshire                  | Nadine Dorries     |                | Conservateur   | Nadine Dorries     |            | Conservateur |          |
| Mid Norfolk                       | George Freeman     |                | Conservateur   | George Freeman     |            | Conservateur |          |
| North East Bedfordshire           | Alistair Burt      |                | Conservateur   | Richard Fuller     |            | Conservateur |          |
| North East Cambridgeshire         | Stephen Barclay    |                | Conservateur   | Stephen Barclay    |            | Conservateur |          |
| North East Hertfordshire          | Oliver Heald       |                | Conservateur   | Oliver Heald       |            | Conservateur |          |
| North Norfolk                     | Norman Lamb        |                | LibDem         | Duncan Baker       |            | Conservateur |          |
| North West Cambridgeshire         | Shailesh Vara      |                | Conservateur   | Shailesh Vara      |            | Conservateur |          |
| North West Norfolk                | Henry Bellingham   |                | Conservateur   | James Wild         |            | Conservateur |          |
| Norwich North                     | Chloe Smith        |                | Conservateur   | Chloe Smith        |            | Conservateur |          |
| Norwich South                     | Clive Lewis        |                | Travailliste   | Clive Lewis        |            | Travailliste |          |
| Peterborough                      | Lisa Forbes        |                | Travailliste   | Paul Bristow       |            | Conservateur |          |
| Rayleigh and Wickford             | Mark Francois      |                | Conservateur   | Mark Francois      |            | Conservateur |          |
| Rochford and Southend East        | James Duddridge    |                | Conservateur   | James Duddridge    |            | Conservateur |          |
| Saffron Walden                    | Kemi Badenoch      |                | Conservateur   | Kemi Badenoch      |            | Conservateur |          |
| South Basildon and East Thurrock  | Stephen Metcalfe   |                | Conservateur   | Stephen Metcalfe   |            | Conservateur |          |
| South Cambridgeshire              | Heidi Allen        |                | Conservateur   | Anthony Browne     |            | Conservateur |          |
| South East Cambridgeshire         | Lucy Frazer        |                | Conservateur   | Lucy Frazer        |            | Conservateur |          |
| South Norfolk                     | Richard Bacon      |                | Conservateur   | Richard Bacon      |            | Conservateur |          |
| South Suffolk                     | James Cartlidge    |                | Conservateur   | James Cartlidge    |            | Conservateur |          |
| South West Bedfordshire           | Andrew Selous      |                | Conservateur   | Andrew Selous      |            | Conservateur |          |
| South West Hertfordshire          | David Gauke        |                | Conservateur   | Gagan Mohindra     |            | Conservateur |          |
| South West Norfolk                | Elizabeth Truss    |                | Conservateur   | Elizabeth Truss    |            | Conservateur |          |
| Southend West                     | David Amess        |                | Conservateur   | David Amess        |            | Conservateur |          |
| St Albans                         | Anne Main          |                | Conservateur   | Daisy Cooper       |            | LibDem       |          |
| Stevenage                         | Stephen McPartland |                | Conservateur   | Stephen McPartland |            | Conservateur |          |
| Suffolk Coastal                   | Thérèse Coffey     |                | Conservateur   | Thérèse Coffey     |            | Conservateur |          |
| Thurrock                          | Jackie Doyle-Price |                | Conservateur   | Jackie Doyle-Price |            | Conservateur |          |
| Watford                           | Richard Harrington |                | Conservateur   | Dean Russell       |            | Conservateur |          |
| Waveney                           | Peter Aldous       |                | Conservateur   | Peter Aldous       |            | Conservateur |          |
| Welwyn Hatfield                   | Grant Shapps       |                | Conservateur   | Grant Shapps       |            | Conservateur |          |
| West Suffolk                      | Matt Hancock       |                | Conservateur   | Matt Hancock       |            | Conservateur |          |
| Witham                            | Priti Patel        |                | Conservateur   | Priti Patel        |            | Conservateur |          |

#### Londres
| Circonscription                   | Député sortant      | Député sortant | Député sortant     | Député élu          | Député élu | Député élu         | Majorité |
| Circonscription                   | Nom                 | Parti          | Parti              | Nom                 | Parti      | Parti              | Majorité |
| --------------------------------- | ------------------- | -------------- | ------------------ | ------------------- | ---------- | ------------------ | -------- |
| Barking                           | Margaret Hodge      |                | Travailliste       | Margaret Hodge      |            | Travailliste       |          |
| Battersea                         | Marsha de Cordova   |                | Travailliste       | Marsha de Cordova   |            | Travailliste       |          |
| Beckenham                         | Bob Stewart         |                | Conservateur       | Bob Stewart         |            | Conservateur       |          |
| Bermondsey and Old Southwark      | Neil Coyle          |                | Travailliste       | Neil Coyle          |            | Travailliste       |          |
| Bethnal Green and Bow             | Rushanara Ali       |                | Travailliste       | Rushanara Ali       |            | Travailliste       |          |
| Bexleyheath and Crayford          | David Evennett      |                | Conservateur       | David Evennett      |            | Conservateur       |          |
| Brent Central                     | Dawn Butler         |                | Travailliste       | Dawn Butler         |            | Travailliste       |          |
| Brent North                       | Barry Gardiner      |                | Travailliste       | Barry Gardiner      |            | Travailliste       |          |
| Brentford and Isleworth           | Ruth Cadbury        |                | Travailliste       | Ruth Cadbury        |            | Travailliste       |          |
| Bromley and Chislehurst           | Robert Neill        |                | Conservateur       | Robert Neill        |            | Conservateur       |          |
| Camberwell and Peckham            | Harriet Harman      |                | Travailliste       | Harriet Harman      |            | Travailliste       |          |
| Carshalton and Wallington         | Tom Brake           |                | LibDem             | Elliot Colburn      |            | Conservateur       |          |
| Chelsea and Fulham                | Greg Hands          |                | Conservateur       | Greg Hands          |            | Conservateur       |          |
| Chingford and Woodford Green      | Iain Duncan Smith   |                | Conservateur       | Iain Duncan Smith   |            | Conservateur       |          |
| Chipping Barnet                   | Theresa Villiers    |                | Conservateur       | Theresa Villiers    |            | Conservateur       |          |
| Cities of London and Westminster  | Mark Field          |                | Conservateur       | Nickie Aiken        |            | Conservateur       |          |
| Croydon Central                   | Sarah Jones         |                | Travailliste       | Sarah Jones         |            | Travailliste       |          |
| Croydon North                     | Steve Reed          |                | Travailliste Co-op | Steve Reed          |            | Travailliste Co-op |          |
| Croydon South                     | Chris Philp         |                | Conservateur       | Chris Philp         |            | Conservateur       |          |
| Dagenham and Rainham              | Jon Cruddas         |                | Travailliste       | Jon Cruddas         |            | Travailliste       |          |
| Dulwich and West Norwood          | Helen Hayes         |                | Travailliste       | Helen Hayes         |            | Travailliste       |          |
| Ealing Central and Acton          | Rupa Huq            |                | Travailliste       | Rupa Huq            |            | Travailliste       |          |
| Ealing North                      | Stephen Pound       |                | Travailliste       | James Murray        |            | Travailliste Co-op |          |
| Ealing, Southall                  | Virendra Sharma     |                | Travailliste       | Virendra Sharma     |            | Travailliste       |          |
| East Ham                          | Stephen Timms       |                | Travailliste       | Stephen Timms       |            | Travailliste       |          |
| Edmonton                          | Kate Osamor         |                | Travailliste Co-op | Kate Osamor         |            | Travailliste Co-op |          |
| Eltham                            | Clive Efford        |                | Travailliste       | Clive Efford        |            | Travailliste       |          |
| Enfield North                     | Joan Ryan           |                | Travailliste       | Feryal Clark        |            | Travailliste       |          |
| Enfield, Southgate                | Bambos Charalambous |                | Travailliste       | Bambos Charalambous |            | Travailliste       |          |
| Erith and Thamesmead              | Teresa Pearce       |                | Travailliste       | Abena Oppong-Asare  |            | Travailliste       |          |
| Feltham and Heston                | Seema Malhotra      |                | Travailliste Co-op | Seema Malhotra      |            | Travailliste Co-op |          |
| Finchley and Golders Green        | Mike Freer          |                | Conservateur       | Mike Freer          |            | Conservateur       |          |
| Greenwich and Woolwich            | Matthew Pennycook   |                | Travailliste       | Matthew Pennycook   |            | Travailliste       |          |
| Hackney North and Stoke Newington | Diane Abbott        |                | Travailliste       | Diane Abbott        |            | Travailliste       |          |
| Hackney South and Shoreditch      | Meg Hillier         |                | Travailliste Co-op | Meg Hillier         |            | Travailliste Co-op |          |
| Hammersmith                       | Andy Slaughter      |                | Travailliste       | Andy Slaughter      |            | Travailliste       |          |
| Hampstead and Kilburn             | Tulip Siddiq        |                | Travailliste       | Tulip Siddiq        |            | Travailliste       |          |
| Harrow East                       | Bob Blackman        |                | Conservateur       | Bob Blackman        |            | Conservateur       |          |
| Harrow West                       | Gareth Thomas       |                | Travailliste Co-op | Gareth Thomas       |            | Travailliste Co-op |          |
| Hayes and Harlington              | John McDonnell      |                | Travailliste       | John McDonnell      |            | Travailliste       |          |
| Hendon                            | Matthew Offord      |                | Conservateur       | Matthew Offord      |            | Conservateur       |          |
| Holborn and St Pancras            | Keir Starmer        |                | Travailliste       | Keir Starmer        |            | Travailliste       |          |
| Hornchurch and Upminster          | Julia Lopez         |                | Conservateur       | Julia Lopez         |            | Conservateur       |          |
| Hornsey and Wood Green            | Catherine West      |                | Travailliste       | Catherine West      |            | Travailliste       |          |
| Ilford North                      | Wes Streeting       |                | Travailliste       | Wes Streeting       |            | Travailliste       |          |
| Ilford South                      | Mike Gapes          |                | Travailliste       | Sam Tarry           |            | Travailliste       |          |
| Islington North                   | Jeremy Corbyn       |                | Travailliste       | Jeremy Corbyn       |            | Travailliste       |          |
| Islington South and Finsbury      | Emily Thornberry    |                | Travailliste       | Emily Thornberry    |            | Travailliste       |          |
| Kensington                        | Emma Dent Coad      |                | Travailliste       | Felicity Buchan     |            | Conservateur       |          |
| Kingston and Surbiton             | Ed Davey            |                | LibDem             | Ed Davey            |            | LibDem             |          |
| Lewisham East                     | Janet Daby          |                | Travailliste       | Janet Daby          |            | Travailliste       |          |
| Lewisham West and Penge           | Ellie Reeves        |                | Travailliste       | Ellie Reeves        |            | Travailliste       |          |
| Lewisham, Deptford                | Vicky Foxcroft      |                | Travailliste       | Vicky Foxcroft      |            | Travailliste       |          |
| Leyton and Wanstead               | John Cryer          |                | Travailliste       | John Cryer          |            | Travailliste       |          |
| Mircham and Morden                | Siobhain McDonagh   |                | Travailliste       | Siobhain McDonagh   |            | Travailliste       |          |
| Old Bexley and Sidcup             | James Brokenshire   |                | Conservateur       | James Brokenshire   |            | Conservateur       |          |
| Orpington                         | Jo Johnson          |                | Conservateur       | Gareth Bacon        |            | Conservateur       |          |
| Poplar and Limehouse              | Jim Fitzpatrick     |                | Travailliste       | Apsana Begum        |            | Travailliste       |          |
| Putney                            | Justine Greening    |                | Conservateur       | Fleur Anderson      |            | Travailliste       |          |
| Richmond Park                     | Zac Goldsmith       |                | Conservateur       | Sarah Olney         |            | LibDem             |          |
| Romford                           | Andrew Rosindell    |                | Conservateur       | Andrew Rosindell    |            | Conservateur       |          |
| Ruislip, Northwood and Pinner     | Nick Hurd           |                | Conservateur       | David Simmonds      |            | Conservateur       |          |
| Streatham                         | Chuka Umunna        |                | Travailliste       | Bell Ribeiro-Addy   |            | Travailliste       |          |
| Sutton and Cheam                  | Paul Scully         |                | Conservateur       | Paul Scully         |            | Conservateur       |          |
| Tooting                           | Rosena Allin-Khan   |                | Travailliste       | Rosena Allin-Khan   |            | Travailliste       |          |
| Tottenham                         | David Lammy         |                | Travailliste       | David Lammy         |            | Travailliste       |          |
| Twickenham                        | Vince Cable         |                | LibDem             | Munira Wilson       |            | LibDem             |          |
| Uxbridge and South Ruislip        | Boris Johnson       |                | Conservateur       | Boris Johnson       |            | Conservateur       |          |
| Vauxhall                          | Kate Hoey           |                | Travailliste       | Florence Eshalomi   |            | Travailliste Co-op |          |
| Walthamstow                       | Stella Creasy       |                | Travailliste Co-op | Stella Creasy       |            | Travailliste Co-op |          |
| West Ham                          | Lyn Brown           |                | Travailliste       | Lyn Brown           |            | Travailliste       |          |
| Westminster North                 | Karen Buck          |                | Travailliste       | Karen Buck          |            | Travailliste       |          |
| Wimbledon                         | Stephen Hammond     |                | Conservateur       | Stephen Hammond     |            | Conservateur       |          |

#### Midlands de l'Est
| Circonscription                | Député sortant      | Député sortant | Député sortant     | Député élu           | Député élu | Député élu         | Majorité |
| Circonscription                | Nom                 | Parti          | Parti              | Nom                  | Parti      | Parti              | Majorité |
| ------------------------------ | ------------------- | -------------- | ------------------ | -------------------- | ---------- | ------------------ | -------- |
| Amber Valley                   | Nigel Mills         |                | Conservateur       | Nigel Mills          |            | Conservateur       |          |
| Ashfield                       | Gloria De Piero     |                | Travailliste       | Lee Anderson         |            | Conservateur       |          |
| Bassetlaw                      | John Mann (vacant)  |                | Travailliste       | Brendan Clarke-Smith |            | Conservateur       |          |
| Bolsover                       | Dennis Skinner      |                | Travailliste       | Mark Fletcher        |            | Conservateur       |          |
| Boston and Skegness            | Matt Warman         |                | Conservateur       | Matt Warman          |            | Conservateur       |          |
| Bosworth                       | David Tredinnick    |                | Conservateur       | Luke Evans           |            | Conservateur       |          |
| Broxtowe                       | Anna Soubry         |                | Conservateur       | Darren Henry         |            | Conservateur       |          |
| Charnwood                      | Edward Argar        |                | Conservateur       | Edward Argar         |            | Conservateur       |          |
| Chesterfield                   | Toby Perkins        |                | Travailliste       | Toby Perkins         |            | Travailliste       |          |
| Corby                          | Tom Pursglove       |                | Conservateur       | Tom Pursglove        |            | Conservateur       |          |
| Daventry                       | Chris Heaton-Harris |                | Conservateur       | Chris Heaton-Harris  |            | Conservateur       |          |
| Derby North                    | Chris Williamson    |                | Travailliste       | Amanda Solloway      |            | Conservateur       |          |
| Derby South                    | Margaret Beckett    |                | Travailliste       | Margaret Beckett     |            | Travailliste       |          |
| Derbyshire Dales               | Patrick McLoughlin  |                | Conservateur       | Sarah Dines          |            | Conservateur       |          |
| Erewash                        | Maggie Throup       |                | Conservateur       | Maggie Throup        |            | Conservateur       |          |
| Gainsborough                   | Edward Leigh        |                | Conservateur       | Edward Leigh         |            | Conservateur       |          |
| Gedling                        | Vernon Coaker       |                | Travailliste       | Tom Randall          |            | Conservateur       |          |
| Grantham and Stamford          | Nick Boles          |                | Conservateur       | Gareth Davies        |            | Conservateur       |          |
| Harborough                     | Neil O'Brien        |                | Conservateur       | Neil O'Brien         |            | Conservateur       |          |
| High Peak                      | Ruth George         |                | Travailliste       | Robert Largan        |            | Conservateur       |          |
| Keterring                      | Philip Hollobone    |                | Conservateur       | Philip Hollobone     |            | Conservateur       |          |
| Leicester East                 | Keith Vaz           |                | Travailliste       | Claudia Webbe        |            | Travailliste       |          |
| Leicester South                | Jonathan Ashworth   |                | Travailliste Co-op | Jonathan Ashworth    |            | Travailliste Co-op |          |
| Leicester West                 | Liz Kendall         |                | Travailliste       | Liz Kendall          |            | Travailliste       |          |
| Lincoln                        | Karen Lee           |                | Travailliste       | Karl McCartney       |            | Conservateur       |          |
| Loughborough                   | Nicky Morgan        |                | Conservateur       | Jane Hunt            |            | Conservateur       |          |
| Louth and Horncastle           | Victoria Atkins     |                | Conservateur       | Victoria Atkins      |            | Conservateur       |          |
| Mansfield                      | Ben Bradley         |                | Conservateur       | Ben Bradley          |            | Conservateur       |          |
| Mid Derbyshire                 | Pauline Latham      |                | Conservateur       | Pauline Latham       |            | Conservateur       |          |
| Newark                         | Robert Jenrick      |                | Conservateur       | Robert Jenrick       |            | Conservateur       |          |
| North East Derbyshire          | Lee Rowley          |                | Conservateur       | Lee Rowley           |            | Conservateur       |          |
| North West Leicestershire      | Andrew Bridgen      |                | Conservateur       | Andrew Bridgen       |            | Conservateur       |          |
| Northampton North              | Michael Ellis       |                | Conservateur       | Michael Ellis        |            | Conservateur       |          |
| Northampton South              | Andrew Lewer        |                | Conservateur       | Andrew Lewer         |            | Conservateur       |          |
| Nottingham East                | Chris Leslie        |                | Travailliste       | Nadia Whittome       |            | Travailliste       |          |
| Nottingham North               | Alex Norris         |                | Travailliste Co-op | Alex Norris          |            | Travailliste Co-op |          |
| Nottingham South               | Lilian Greenwood    |                | Travailliste       | Lilian Greenwood     |            | Travailliste       |          |
| Rushcliffe                     | Kenneth Clarke      |                | Conservateur       | Ruth Edwards         |            | Conservateur       |          |
| Rutland and Melton             | Alan Duncan         |                | Conservateur       | Alicia Kearns        |            | Conservateur       |          |
| Sherwood                       | Mark Spencer        |                | Conservateur       | Mark Spencer         |            | Conservateur       |          |
| Sleaford and North Hykeham     | Caroline Johnson    |                | Conservateur       | Caroline Johnson     |            | Conservateur       |          |
| South Derbyshire               | Heather Wheeler     |                | Conservateur       | Heather Wheeler      |            | Conservateur       |          |
| South Holland and The Deepings | John Hayes          |                | Conservateur       | John Hayes           |            | Conservateur       |          |
| South Leicestershire           | Alberto Costa       |                | Conservateur       | Alberto Costa        |            | Conservateur       |          |
| South Northamptonshire         | Andrea Leadsom      |                | Conservateur       | Andrea Leadsom       |            | Conservateur       |          |
| Wellingborough                 | Peter Bone          |                | Conservateur       | Peter Bone           |            | Conservateur       |          |

#### Midlands de l'Ouest
| Circonscription                  | Député sortant      | Député sortant | Député sortant     | Député élu          | Député élu | Député élu         | Majorité |
| Circonscription                  | Nom                 | Parti          | Parti              | Nom                 | Parti      | Parti              | Majorité |
| -------------------------------- | ------------------- | -------------- | ------------------ | ------------------- | ---------- | ------------------ | -------- |
| Aldridge Brownhills              | Wendy Morton        |                | Conservateur       | Wendy Morton        |            | Conservateur       |          |
| Birmingham, Edgbaston            | Preet Gill          |                | Travailliste Co-op | Preet Gill          |            | Travailliste Co-op |          |
| Birmingham, Erdington            | Jack Dromey         |                | Travailliste       | Jack Dromey         |            | Travailliste       |          |
| Birmingham, Hall Green           | Roger Godsiff       |                | Travailliste       | Tahir Ali           |            | Travailliste       |          |
| Birmingham, Hodge Hill           | Liam Byrne          |                | Travailliste       | Liam Byrne          |            | Travailliste       |          |
| Birmingham, Ladywood             | Shabana Mahmood     |                | Travailliste       | Shabana Mahmood     |            | Travailliste       |          |
| Birmingham, Northfield           | Richard Burden      |                | Travailliste       | Gary Sambrook       |            | Conservateur       |          |
| Birmingham, Perry Barr           | Khalid Mahmood      |                | Travailliste       | Khalid Mahmood      |            | Travailliste       |          |
| Birmingham, Selly Oak            | Steve McCabe        |                | Travailliste       | Steve McCabe        |            | Travailliste       |          |
| Birmingham, Yardley              | Jess Phillips       |                | Travailliste       | Jess Phillips       |            | Travailliste       |          |
| Bromsgrove                       | Sajid Javid         |                | Conservateur       | Sajid Javid         |            | Conservateur       |          |
| Burton                           | Andrew Griffiths    |                | Conservateur       | Kate Griffiths      |            | Conservateur       |          |
| Cannock Chase                    | Amanda Milling      |                | Conservateur       | Amanda Milling      |            | Conservateur       |          |
| Coventry North East              | Colleen Fletcher    |                | Travailliste       | Colleen Fletcher    |            | Travailliste       |          |
| Coventry North West              | Geoffrey Robinson   |                | Travailliste       | Taiwo Owatemi       |            | Travailliste       |          |
| Coventry South                   | Jim Cunningham      |                | Travailliste       | Zarah Sultana       |            | Travailliste       |          |
| Dudley North                     | Ian Austin          |                | Travailliste       | Marco Longhi        |            | Conservateur       |          |
| Dudley South                     | Mike Wood           |                | Conservateur       | Mike Wood           |            | Conservateur       |          |
| Halesowen and Rowley Regis       | James Morris        |                | Conservateur       | James Morris        |            | Conservateur       |          |
| Hereford and South Herefordshire | Jesse Norman        |                | Conservateur       | Jesse Norman        |            | Conservateur       |          |
| Kenilworth and Southam           | Jeremy Wright       |                | Conservateur       | Jeremy Wright       |            | Conservateur       |          |
| Lichfield                        | Michael Fabricant   |                | Conservateur       | Michael Fabricant   |            | Conservateur       |          |
| Ludlow                           | Philip Dunne        |                | Conservateur       | Philip Dunne        |            | Conservateur       |          |
| Meriden                          | Caroline Spelman    |                | Conservateur       | Saqib Bhatti        |            | Conservateur       |          |
| Mid Worcestershire               | Nigel Huddleston    |                | Conservateur       | Nigel Huddleston    |            | Conservateur       |          |
| Newcastle-under-Lyme             | Paul Farrelly       |                | Travailliste       | Aaron Bell          |            | Conservateur       |          |
| North Herefordshire              | Bill Wiggin         |                | Conservateur       | Bill Wiggin         |            | Conservateur       |          |
| North Shropshire                 | Owen Paterson       |                | Conservateur       | Owen Paterson       |            | Conservateur       |          |
| North Warwickshire               | Craig Tracey        |                | Conservateur       | Craig Tracey        |            | Conservateur       |          |
| Nuneaton                         | Marcus Jones        |                | Conservateur       | Marcus Jones        |            | Conservateur       |          |
| Redditch                         | Rachel Maclean      |                | Conservateur       | Rachel Maclean      |            | Conservateur       |          |
| Rugby                            | Mark Pawsey         |                | Conservateur       | Mark Pawsey         |            | Conservateur       |          |
| Shrewbury and Atcham             | Daniel Kawczynski   |                | Conservateur       | Daniel Kawczynski   |            | Conservateur       |          |
| Solihull                         | Julian Knight       |                | Conservateur       | Julian Knight       |            | Conservateur       |          |
| South Stafforshire               | Gavin Williamson    |                | Conservateur       | Gavin Williamson    |            | Conservateur       |          |
| Stafford                         | Jeremy Lefroy       |                | Conservateur       | Theo Clarke         |            | Conservateur       |          |
| Staffordshire Moorlands          | Karen Bradley       |                | Conservateur       | Karen Bradley       |            | Conservateur       |          |
| Stoke-on-Trent Central           | Gareth Snell        |                | Travailliste Co-op | Jo Gideon           |            | Conservateur       |          |
| Stoke-on-Trent North             | Ruth Smeeth         |                | Travailliste       | Jonathan Gullis     |            | Conservateur       |          |
| Stoke-on-Trent South             | Jack Brereton       |                | Conservateur       | Jack Brereton       |            | Conservateur       |          |
| Stone                            | Bill Cash           |                | Conservateur       | Bill Cash           |            | Conservateur       |          |
| Stourbridge                      | Margot James        |                | Conservateur       | Suzanne Webb        |            | Conservateur       |          |
| Stratford-on-Avon                | Nadhim Zahawi       |                | Conservateur       | Nadhim Zahawi       |            | Conservateur       |          |
| Sutton Coldfield                 | Andrew Mitchell     |                | Conservateur       | Andrew Mitchell     |            | Conservateur       |          |
| Tamworth                         | Christopher Pincher |                | Conservateur       | Christopher Pincher |            | Conservateur       |          |
| Telford                          | Lucy Allan          |                | Conservateur       | Lucy Allan          |            | Conservateur       |          |
| Walsall North                    | Eddie Hughes        |                | Conservateur       | Eddie Hughes        |            | Conservateur       |          |
| Walsall South                    | Valerie Vaz         |                | Travailliste       | Valerie Vaz         |            | Travailliste       |          |
| Warley                           | John Spellar        |                | Travailliste       | John Spellar        |            | Travailliste       |          |
| Warwick and Leamington           | Matt Western        |                | Travailliste       | Matt Western        |            | Travailliste       |          |
| West Bromwich East               | Tom Watson          |                | Travailliste       | Nicola Richards     |            | Conservateur       |          |
| West Bromwich West               | Adrian Bailey       |                | Travailliste Co-op | Shaun Bailey        |            | Conservateur       |          |
| West Worcestershire              | Harriett Baldwin    |                | Conservateur       | Harriett Baldwin    |            | Conservateur       |          |
| Wolverhampton North East         | Emma Reynolds       |                | Travailliste       | Jane Stevenson      |            | Conservateur       |          |
| Wolverhampton South East         | Pat McFadden        |                | Travailliste       | Pat McFadden        |            | Travailliste       |          |
| Wolverhampton South West         | Eleanor Smith       |                | Travailliste       | Stuart Anderson     |            | Conservateur       |          |
| Worcester                        | Robin Walker        |                | Conservateur       | Robin Walker        |            | Conservateur       |          |
| The Wrekin                       | Mark Pritchard      |                | Conservateur       | Mark Pritchard      |            | Conservateur       |          |
| Wyre Forest                      | Mark Garnier        |                | Conservateur       | Mark Garnier        |            | Conservateur       |          |

#### Nord-Est
| Circonscription                        | Député sortant         | Député sortant | Député sortant     | Député élu           | Député élu | Député élu   | Majorité |
| Circonscription                        | Nom                    | Parti          | Parti              | Nom                  | Parti      | Parti        | Majorité |
| -------------------------------------- | ---------------------- | -------------- | ------------------ | -------------------- | ---------- | ------------ | -------- |
| Berwick-upon-Tweed                     | Anne-Marie Trevelyan   |                | Conservateur       | Anne-Marie Trevelyan |            | Conservateur |          |
| Bishop Auckland                        | Helen Goodman          |                | Travailliste       | Dehenna Davison      |            | Conservateur |          |
| Blaydon                                | Liz Twist              |                | Travailliste       | Liz Twist            |            | Travailliste |          |
| Blyth Valley                           | Ronnie Campbell        |                | Travailliste       | Ian Levy             |            | Travailliste |          |
| City of Durham                         | Roberta Blackman-Woods |                | Travailliste       | Mary Foy             |            | Travailliste |          |
| Darlington                             | Jenny Chapman          |                | Travailliste       | Peter Gibson         |            | Conservateur |          |
| Easington                              | Grahame Morris         |                | Travailliste       | Grahame Morris       |            | Travailliste |          |
| Gateshead                              | Ian Mearns             |                | Travailliste       | Ian Mearns           |            | Travailliste |          |
| Hartlepool                             | Mike Hill              |                | Travailliste       | Mike Hill            |            | Travailliste |          |
| Hexham                                 | Guy Opperman           |                | Conservateur       | Guy Opperman         |            | Conservateur |          |
| Houghton and Sunderland South          | Bridget Phillipson     |                | Travailliste       | Bridget Phillipson   |            | Travailliste |          |
| Jarrow                                 | Stephen Hepburn        |                | Travailliste       | Kate Osborne         |            | Travailliste |          |
| Middlesbrough                          | Andy McDonald          |                | Travailliste       | Andy McDonald        |            | Travailliste |          |
| Middlesbrough South and East Cleveland | Simon Clarke           |                | Conservateur       | Simon Clarke         |            | Conservateur |          |
| Newcastle upon Tyne Central            | Chi Onwurah            |                | Travailliste       | Chi Onwurah          |            | Travailliste |          |
| Newcastle upon Tyne East               | Nicholas Brown         |                | Travailliste       | Nicholas Brown       |            | Travailliste |          |
| Newcastle upon Tyne North              | Catherine McKinnell    |                | Travailliste       | Catherine McKinnell  |            | Travailliste |          |
| North Durham                           | Kevan Jones            |                | Travailliste       | Kevan Jones          |            | Travailliste |          |
| North Tyneside                         | Mary Glindon           |                | Travailliste       | Mary Glindon         |            | Travailliste |          |
| North West Durham                      | Pat Glass              |                | Travailliste       | Richard Holden       |            | Conservateur |          |
| Redcar                                 | Anna Turley            |                | Travailliste Co-op | Jacob Young          |            | Conservateur |          |
| Sedgefield                             | Phil Wilson            |                | Travailliste       | Paul Howell          |            | Conservateur |          |
| South Shields                          | Emma Lewell-Buck       |                | Travailliste       | Emma Lewell-Buck     |            | Travailliste |          |
| Stockton North                         | Alex Cunningham        |                | Travailliste       | Alex Cunningham      |            | Travailliste |          |
| Stockton South                         | Paul Williams          |                | Travailliste       | Matt Vickers         |            | Conservateur |          |
| Sunderland Central                     | Julie Elliott          |                | Travailliste       | Julie Elliott        |            | Travailliste |          |
| Tynemouth                              | Alan Campbell          |                | Travailliste       | Alan Campbell        |            | Travailliste |          |
| Wansbeck                               | Ian Lavery             |                | Travailliste       | Ian Lavery           |            | Travailliste |          |
| Washington and Sunderland West         | Sharon Hodgson         |                | Travailliste       | Sharon Hodgson       |            | Travailliste |          |

#### Nord-Ouest
| Circonscription               | Député sortant      | Député sortant | Député sortant     | Député élu          | Député élu | Député élu         | Majorité |
| Circonscription               | Nom                 | Parti          | Parti              | Nom                 | Parti      | Parti              | Majorité |
| ----------------------------- | ------------------- | -------------- | ------------------ | ------------------- | ---------- | ------------------ | -------- |
| Altrincham and Sale West      | Graham Brady        |                | Conservateur       | Graham Brady        |            | Conservateur       |          |
| Ashton-under-Lyne             | Angela Rayner       |                | Travailliste       | Angela Rayner       |            | Travailliste       |          |
| Barrow and Furness            | John Woodcock       |                | Travailliste       | Simon Fell          |            | Conservateur       |          |
| Birkenhead                    | Frank Field         |                | Travailliste       | Mick Whitley        |            | Travailliste       |          |
| Blackburn                     | Kate Hollern        |                | Travailliste       | Kate Hollern        |            | Travailliste       |          |
| Blackley and Broughton        | Graham Stringer     |                | Travailliste       | Graham Stringer     |            | Travailliste       |          |
| Blackpool North and Cleveleys | Paul Maynard        |                | Conservateur       | Paul Maynard        |            | Conservateur       |          |
| Blackpool South               | Gordon Marsden      |                | Travailliste       | Scott Benton        |            | Conservateur       |          |
| Bolton North East             | David Crausby       |                | Travailliste       | Mark Logan          |            | Conservateur       |          |
| Bolton South East             | Yasmin Qureshi      |                | Travailliste       | Yasmin Qureshi      |            | Travailliste       |          |
| Bolton West                   | Chris Green         |                | Conservateur       | Chris Green         |            | Conservateur       |          |
| Bootle                        | Peter Dowd          |                | Travailliste       | Peter Dowd          |            | Travailliste       |          |
| Burnley                       | Julie Cooper        |                | Travailliste       | Antony Higginbotham |            | Conservateur       |          |
| Bury North                    | James Frith         |                | Travailliste       | James Daly          |            | Conservateur       |          |
| Bury South                    | Ivan Lewis          |                | Travailliste       | Christian Wakeford  |            | Conservateur       |          |
| Carlisle                      | John Stevenson      |                | Conservateur       | John Stevenson      |            | Conservateur       |          |
| Cheadle                       | Mary Robinson       |                | Conservateur       | Mary Robinson       |            | Conservateur       |          |
| Chorley                       | Lindsay Hoyle       |                | Travailliste       | Lindsay Hoyle       |            | Speaker            |          |
| City of Chester               | Chris Matheson      |                | Travailliste       | Chris Matheson      |            | Travailliste       |          |
| Congleton                     | Fiona Bruce         |                | Conservateur       | Fiona Bruce         |            | Conservateur       |          |
| Copeland                      | Trudy Harrison      |                | Conservateur       | Trudy Harrison      |            | Conservateur       |          |
| Crewe and Nantwich            | Laura Smith         |                | Travailliste       | Kieran Mullan       |            | Conservateur       |          |
| Denton and Reddish            | Andrew Gwynne       |                | Travailliste       | Andrew Gwynne       |            | Travailliste       |          |
| Eddisbury                     | Antoinette Sandbach |                | Conservateur       | Edward Timpson      |            | Conservateur       |          |
| Ellesmere Port and Neston     | Justin Madders      |                | Travailliste       | Justin Madders      |            | Travailliste       |          |
| Fylde                         | Mark Menzies        |                | Conservateur       | Mark Menzies        |            | Conservateur       |          |
| Garston and Halewood          | Maria Eagle         |                | Travailliste       | Maria Eagle         |            | Travailliste       |          |
| Halton                        | Derek Twigg         |                | Travailliste       | Derek Twigg         |            | Travailliste       |          |
| Hazel Grove                   | William Wragg       |                | Conservateur       | William Wragg       |            | Conservateur       |          |
| Heywood and Middleton         | Liz McInnes         |                | Travailliste       | Chris Clarkson      |            | Conservateur       |          |
| Hyndburn                      | Graham Jones        |                | Travailliste       | Sara Britcliffe     |            | Conservateur       |          |
| Knowsley                      | George Howarth      |                | Travailliste       | George Howarth      |            | Travailliste       |          |
| Lancaster and Fleetwood       | Cat Smith           |                | Travailliste       | Cat Smith           |            | Travailliste       |          |
| Leigh                         | Jo Platt            |                | Travailliste Co-op | James Grundy        |            | Conservateur       |          |
| Liverpool, Riverside          | Louise Ellman       |                | Travailliste       | Kim Johnson         |            | Travailliste       |          |
| Liverpool, Walton             | Dan Carden          |                | Travailliste       | Dan Carden          |            | Travailliste       |          |
| Liverpool, Wavertree          | Luciana Berger      |                | Travailliste       | Paula Barker        |            | Travailliste       |          |
| Liverpool, West Derby         | Stephen Twigg       |                | Travailliste Co-op | Ian Byrne           |            | Travailliste       |          |
| Macclesfield                  | David Rutley        |                | Conservateur       | David Rutley        |            | Conservateur       |          |
| Makerfield                    | Yvonne Fovargue     |                | Travailliste       | Yvonne Fovargue     |            | Travailliste       |          |
| Manchester Central            | Lucy Powell         |                | Travailliste Co-op | Lucy Powell         |            | Travailliste Co-op |          |
| Manchester, Gorton            | Afzal Khan          |                | Travailliste       | Afzal Khan          |            | Travailliste       |          |
| Manchester, Withington        | Jeff Smith          |                | Travailliste       | Jeff Smith          |            | Travailliste       |          |
| Morecambe and Lunesdale       | David Morris        |                | Conservateur       | David Morris        |            | Conservateur       |          |
| Oldham East and Saddleworth   | Debbie Abrahams     |                | Travailliste       | Debbie Abrahams     |            | Travailliste       |          |
| Oldham West and Royton        | Jim McMahon         |                | Travailliste Co-op | Jim McMahon         |            | Travailliste Co-op |          |
| Pendle                        | Andrew Stephenson   |                | Conservateur       | Andrew Stephenson   |            | Conservateur       |          |
| Penrith and The Border        | Rory Stewart        |                | Conservateur       | Neil Hudson         |            | Conservateur       |          |
| Preston                       | Mark Hendrick       |                | Travailliste Co-op | Mark Hendrick       |            | Travailliste Co-op |          |
| Ribble Valley                 | Nigel Evans         |                | Conservateur       | Nigel Evans         |            | Conservateur       |          |
| Rochdale                      | Tony Lloyd          |                | Travailliste       | Tony Lloyd          |            | Travailliste       |          |
| Rossendale and Darwen         | Jake Berry          |                | Conservateur       | Jake Berry          |            | Conservateur       |          |
| Salford and Eccles            | Rebecca Long Bailey |                | Travailliste       | Rebecca Long Bailey |            | Travailliste       |          |
| Sefton Central                | Bill Esterson       |                | Travailliste       | Bill Esterson       |            | Travailliste       |          |
| South Ribble                  | Seema Kennedy       |                | Conservateur       | Katherine Fletcher  |            | Conservateur       |          |
| Southport                     | Damien Moore        |                | Conservateur       | Damien Moore        |            | Conservateur       |          |
| St Helens North               | Conor McGinn        |                | Travailliste       | Conor McGinn        |            | Travailliste       |          |
| St Helens South and Whiston   | Marie Rimmer        |                | Travailliste       | Marie Rimmer        |            | Travailliste       |          |
| Stalybridge and Hyde          | Jonathan Reynolds   |                | Travailliste Co-op | Jonathan Reynolds   |            | Travailliste Co-op |          |
| Stockport                     | Ann Coffey          |                | Travailliste       | Navendu Mishra      |            | Travailliste       |          |
| Stretford and Urmston         | Kate Green          |                | Travailliste       | Kate Green          |            | Travailliste       |          |
| Tatton                        | Esther McVey        |                | Conservateur       | Esther McVey        |            | Conservateur       |          |
| Wallasey                      | Angela Eagle        |                | Travailliste       | Angela Eagle        |            | Travailliste       |          |
| Warrington North              | Helen Jones         |                | Travailliste       | Charlotte Nichols   |            | Travailliste       |          |
| Warrington South              | Faisal Rashid       |                | Travailliste       | Andy Carter         |            | Conservateur       |          |
| Weaver Vale                   | Mike Amesbury       |                | Travailliste       | Mike Amesbury       |            | Travailliste       |          |
| West Lancashire               | Rosie Cooper        |                | Travailliste       | Rosie Cooper        |            | Travailliste       |          |
| Westmorland and Lonsdale      | Tim Farron          |                | LibDem             | Tim Farron          |            | LibDem             |          |
| Wigan                         | Lisa Nandy          |                | Travailliste       | Lisa Nandy          |            | Travailliste       |          |
| Wirral South                  | Alison McGovern     |                | Travailliste       | Alison McGovern     |            | Travailliste       |          |
| Wirral West                   | Margaret Greenwood  |                | Travailliste       | Margaret Greenwood  |            | Travailliste       |          |
| Workington                    | Sue Hayman          |                | Travailliste       | Mark Jenkinson      |            | Conservateur       |          |
| Worsley and Eccles South      | Barbara Keeley      |                | Travailliste       | Barbara Keeley      |            | Travailliste       |          |
| Wyre and Preston North        | Ben Wallace         |                | Conservateur       | Ben Wallace         |            | Conservateur       |          |
| Wythenshawe and Sale East     | Mike Kane           |                | Travailliste       | Mike Kane           |            | Travailliste       |          |

#### Sud-Est
| Circonscription                | Député sortant       | Député sortant | Député sortant     | Député élu          | Député élu | Député élu         | Majorité |
| Circonscription                | Nom                  | Parti          | Parti              | Nom                 | Parti      | Parti              | Majorité |
| ------------------------------ | -------------------- | -------------- | ------------------ | ------------------- | ---------- | ------------------ | -------- |
| Aldershot                      | Leo Docherty         |                | Conservateur       | Leo Docherty        |            | Conservateur       |          |
| Arundel and South Downs        | Nick Herbert         |                | Conservateur       | Andrew Griffith     |            | Conservateur       |          |
| Ashford                        | Damian Green         |                | Conservateur       | Damian Green        |            | Conservateur       |          |
| Aylesbury                      | David Lidington      |                | Conservateur       | Rob Butler          |            | Conservateur       |          |
| Banbury                        | Victoria Prentis     |                | Conservateur       | Victoria Prentis    |            | Conservateur       |          |
| Basingstoke                    | Maria Miller         |                | Conservateur       | Maria Miller        |            | Conservateur       |          |
| Beaconsfield                   | Dominic Grieve       |                | Conservateur       | Joy Morrissey       |            | Conservateur       |          |
| Bexhill and Battle             | Huw Merriman         |                | Conservateur       | Huw Merriman        |            | Conservateur       |          |
| Bognor Regis and Littlehampton | Nick Gibb            |                | Conservateur       | Nick Gibb           |            | Conservateur       |          |
| Bracknell                      | Phillip Lee          |                | Conservateur       | James Sunderland    |            | Conservateur       |          |
| Brighton, Kemptown             | Lloyd Russell-Moyle  |                | Travailliste Co-op | Lloyd Russell-Moyle |            | Travailliste Co-op |          |
| Brighton, Pavilion             | Caroline Lucas       |                | Parti vert         | Caroline Lucas      |            | Parti vert         |          |
| Buckingham                     | John Bercow (vacant) |                | Speaker            | Greg Smith          |            | Conservateur       |          |
| Canterbury                     | Rosie Duffield       |                | Travailliste       | Rosie Duffield      |            | Travailliste       |          |
| Chatham and Aylesford          | Tracey Crouch        |                | Conservateur       | Tracey Crouch       |            | Conservateur       |          |
| Chesham and Amersham           | Cheryl Gillan        |                | Conservateur       | Sarah Green         |            | LibDem             |          |
| Chichester                     | Gillian Keegan       |                | Conservateur       | Gillian Keegan      |            | Conservateur       |          |
| Crawley                        | Henry Smith          |                | Conservateur       | Henry Smith         |            | Conservateur       |          |
| Dartford                       | Gareth Johnson       |                | Conservateur       | Gareth Johnson      |            | Conservateur       |          |
| Dover                          | Charlie Elphicke     |                | Conservateur       | Natalie Elphicke    |            | Conservateur       |          |
| East Hampshire                 | Damian Hinds         |                | Conservateur       | Damian Hinds        |            | Conservateur       |          |
| East Surrey                    | Sam Gyimah           |                | Conservateur       | Claire Coutinho     |            | Conservateur       |          |
| East Worthing and Shoreham     | Tim Loughton         |                | Conservateur       | Tim Loughton        |            | Conservateur       |          |
| Eastbourne                     | Stephen Lloyd        |                | LibDem             | Caroline Ansell     |            | Conservateur       |          |
| Eastleigh                      | Mims Davies          |                | Conservateur       | Paul Holmes         |            | Conservateur       |          |
| Epsom and Ewell                | Chris Grayling       |                | Conservateur       | Chris Grayling      |            | Conservateur       |          |
| Esher and Walton               | Dominic Raab         |                | Conservateur       | Dominic Raab        |            | Conservateur       |          |
| Fareham                        | Suella Braverman     |                | Conservateur       | Suella Braverman    |            | Conservateur       |          |
| Faversham and Mid Kent         | Helen Whately        |                | Conservateur       | Helen Whately       |            | Conservateur       |          |
| Folkestone and Hythe           | Damian Collins       |                | Conservateur       | Damian Collins      |            | Conservateur       |          |
| Gillingham and Rainham         | Rehman Chishti       |                | Conservateur       | Rehman Chishti      |            | Conservateur       |          |
| Gosport                        | Caroline Dinenage    |                | Conservateur       | Caroline Dinenage   |            | Conservateur       |          |
| Gravesham                      | Adam Holloway        |                | Conservateur       | Adam Holloway       |            | Conservateur       |          |
| Guildford                      | Anne Milton          |                | Conservateur       | Angela Richardson   |            | Conservateur       |          |
| Havant                         | Alan Mak             |                | Conservateur       | Alan Mak            |            | Conservateur       |          |
| Hastings and Rye               | Amber Rudd           |                | Conservateur       | Sally-Ann Hart      |            | Conservateur       |          |
| Henley                         | John Howell          |                | Conservateur       | John Howell         |            | Conservateur       |          |
| Horsham                        | Jeremy Quin          |                | Conservateur       | Jeremy Quin         |            | Conservateur       |          |
| Hove                           | Peter Kyle           |                | Travailliste       | Peter Kyle          |            | Travailliste       |          |
| Isle of Wight                  | Bob Seely            |                | Conservateur       | Bob Seely           |            | Conservateur       |          |
| Lewes                          | Maria Caulfield      |                | Conservateur       | Maria Caulfield     |            | Conservateur       |          |
| Meon Valley                    | George Hollingbery   |                | Conservateur       | Flick Drummond      |            | Conservateur       |          |
| Maidenhead                     | Theresa May          |                | Conservateur       | Theresa May         |            | Conservateur       |          |
| Maidstone and The Weald        | Helen Grant          |                | Conservateur       | Helen Grant         |            | Conservateur       |          |
| Mid Sussex                     | Nicholas Soames      |                | Conservateur       | Mims Davies         |            | Conservateur       |          |
| Milton Keynes North            | Mark Lancaster       |                | Conservateur       | Ben Everitt         |            | Conservateur       |          |
| Milton Keynes South            | Iain Stewart         |                | Conservateur       | Iain Stewart        |            | Conservateur       |          |
| Mole Valley                    | Paul Beresford       |                | Conservateur       | Paul Beresford      |            | Conservateur       |          |
| New Forest East                | Julian Lewis         |                | Conservateur       | Julian Lewis        |            | Conservateur       |          |
| New Forest West                | Desmond Swayne       |                | Conservateur       | Desmond Swayne      |            | Conservateur       |          |
| Newbury                        | Richard Benyon       |                | Conservateur       | Laura Farris        |            | Conservateur       |          |
| North East Hampshire           | Ranil Jayawardena    |                | Conservateur       | Ranil Jayawardena   |            | Conservateur       |          |
| North Thanet                   | Roger Gale           |                | Conservateur       | Roger Gale          |            | Conservateur       |          |
| North West Hampshire           | Kit Malthouse        |                | Conservateur       | Kit Malthouse       |            | Conservateur       |          |
| Oxford East                    | Anneliese Dodds      |                | Travailliste Co-op | Anneliese Dodds     |            | Travailliste Co-op |          |
| Oxford West and Abingdon       | Layla Moran          |                | LibDem             | Layla Moran         |            | LibDem             |          |
| Portsmouth North               | Penny Mordaunt       |                | Conservateur       | Penny Mordaunt      |            | Conservateur       |          |
| Portsmouth South               | Stephen Morgan       |                | Travailliste       | Stephen Morgan      |            | Travailliste       |          |
| Reading East                   | Matt Rodda           |                | Travailliste       | Matt Rodda          |            | Travailliste       |          |
| Reading West                   | Alok Sharma          |                | Conservateur       | Alok Sharma         |            | Conservateur       |          |
| Reigate                        | Crispin Blunt        |                | Conservateur       | Crispin Blunt       |            | Conservateur       |          |
| Rochester and Strood           | Kelly Tolhurst       |                | Conservateur       | Kelly Tolhurst      |            | Conservateur       |          |
| Romsey and Southampton North   | Caroline Nokes       |                | Conservateur       | Caroline Nokes      |            | Conservateur       |          |
| Runnymede and Weybridge        | Philip Hammond       |                | Conservateur       | Ben Spencer         |            | Conservateur       |          |
| Sevenoaks                      | Michael Fallon       |                | Conservateur       | Laura Trott         |            | Conservateur       |          |
| Sittingbourne and Sheppey      | Gordon Henderson     |                | Conservateur       | Gordon Henderson    |            | Conservateur       |          |
| Slough                         | Tanmanjeet Singh     |                | Travailliste       | Tanmanjeet Singh    |            | Travailliste       |          |
| South Thanet                   | Craig Mackinlay      |                | Conservateur       | Craig Mackinlay     |            | Conservateur       |          |
| South West Surrey              | Jeremy Hunt          |                | Conservateur       | Jeremy Hunt         |            | Conservateur       |          |
| Southampton Itchen             | Royston Smith        |                | Conservateur       | Royston Smith       |            | Conservateur       |          |
| Southampton Test               | Alan Whitehead       |                | Travailliste       | Alan Whitehead      |            | Travailliste       |          |
| Spelthorne                     | Kwasi Kwarteng       |                | Conservateur       | Kwasi Kwarteng      |            | Conservateur       |          |
| Surrey Heath                   | Michael Gove         |                | Conservateur       | Michael Gove        |            | Conservateur       |          |
| Tonbridge and Malling          | Tom Tugendhat        |                | Conservateur       | Tom Tugendhat       |            | Conservateur       |          |
| Tunbridge Wells                | Greg Clark           |                | Conservateur       | Greg Clark          |            | Conservateur       |          |
| Wantage                        | Ed Vaizey            |                | Conservateur       | David Johnston      |            | Conservateur       |          |
| Wealden                        | Nusrat Ghani         |                | Conservateur       | Nusrat Ghani        |            | Conservateur       |          |
| Winchester                     | Steve Brine          |                | Conservateur       | Steve Brine         |            | Conservateur       |          |
| Windsor                        | Adam Afriyie         |                | Conservateur       | Adam Afriyie        |            | Conservateur       |          |
| Witney                         | Robert Courts        |                | Conservateur       | Robert Courts       |            | Conservateur       |          |
| Woking                         | Jonathan Lord        |                | Conservateur       | Jonathan Lord       |            | Conservateur       |          |
| Wokingham                      | John Redwood         |                | Conservateur       | John Redwood        |            | Conservateur       |          |
| Worthing West                  | Peter Bottomley      |                | Conservateur       | Peter Bottomley     |            | Conservateur       |          |
| Wycombe                        | Steve Baker          |                | Conservateur       | Steve Baker         |            | Conservateur       |          |

#### Sud-Ouest
| Circonscription                | Député sortant         | Député sortant | Député sortant     | Député élu             | Député élu | Député élu         | Majorité |
| Circonscription                | Nom                    | Parti          | Parti              | Nom                    | Parti      | Parti              | Majorité |
| ------------------------------ | ---------------------- | -------------- | ------------------ | ---------------------- | ---------- | ------------------ | -------- |
| Bath                           | Wera Hobhouse          |                | LibDem             | Wera Hobhouse          |            | LibDem             |          |
| Bournemouth East               | Tobias Ellwood         |                | Conservateur       | Tobias Ellwood         |            | Conservateur       |          |
| Bournemouth West               | Conor Burns            |                | Conservateur       | Conor Burns            |            | Conservateur       |          |
| Bridgwater and West Somerset   | Ian Liddell-Grainger   |                | Conservateur       | Ian Liddell-Grainger   |            | Conservateur       |          |
| Bristol East                   | Kerry McCarthy         |                | Travailliste       | Kerry McCarthy         |            | Travailliste       |          |
| Bristol North West             | Darren Jones           |                | Travailliste       | Darren Jones           |            | Travailliste       |          |
| Bristol South                  | Karin Smyth            |                | Travailliste       | Karin Smyth            |            | Travailliste       |          |
| Bristol West                   | Thangam Debbonaire     |                | Travailliste       | Thangam Debbonaire     |            | Travailliste       |          |
| Camborne and Redruth           | George Eustice         |                | Conservateur       | George Eustice         |            | Conservateur       |          |
| Central Devon                  | Mel Stride             |                | Conservateur       | Mel Stride             |            | Conservateur       |          |
| Cheltenham                     | Alex Chalk             |                | Conservateur       | Alex Chalk             |            | Conservateur       |          |
| Chippenham                     | Michelle Donelan       |                | Conservateur       | Michelle Donelan       |            | Conservateur       |          |
| Christchurch                   | Christopher Chope      |                | Conservateur       | Christopher Chope      |            | Conservateur       |          |
| The Cotswolds                  | Geoffrey Clifton-Brown |                | Conservateur       | Geoffrey Clifton-Brown |            | Conservateur       |          |
| Devizes                        | Claire Perry           |                | Conservateur       | Danny Kruger           |            | Conservateur       |          |
| East Devon                     | Hugo Swire             |                | Conservateur       | Simon Jupp             |            | Conservateur       |          |
| Exeter                         | Ben Bradshaw           |                | Travailliste       | Ben Bradshaw           |            | Travailliste       |          |
| Filton and Bradley Stoke       | Jack Lopresti          |                | Conservateur       | Jack Lopresti          |            | Conservateur       |          |
| Forest of Dean                 | Mark Harper            |                | Conservateur       | Mark Harper            |            | Conservateur       |          |
| Gloucester                     | Richard Graham         |                | Conservateur       | Richard Graham         |            | Conservateur       |          |
| Kingswood                      | Christopher Skidmore   |                | Conservateur       | Christopher Skidmore   |            | Conservateur       |          |
| Mid Dorset and North Poole     | Michael Tomlinson      |                | Conservateur       | Michael Tomlinson      |            | Conservateur       |          |
| Newton Abbot                   | Anne Marie Morris      |                | Conservateur       | Anne Marie Morris      |            | Conservateur       |          |
| North Cornwall                 | Scott Mann             |                | Conservateur       | Scott Mann             |            | Conservateur       |          |
| North Devon                    | Peter Heaton-Jones     |                | Conservateur       | Selaine Saxby          |            | Conservateur       |          |
| North Dorset                   | Simon Hoare            |                | Conservateur       | Simon Hoare            |            | Conservateur       |          |
| North East Somerset            | Jacob Rees-Mogg        |                | Conservateur       | Jacob Rees-Mogg        |            | Conservateur       |          |
| North Somerset                 | Liam Fox               |                | Conservateur       | Liam Fox               |            | Conservateur       |          |
| North Swindon                  | Justin Tomlinson       |                | Conservateur       | Justin Tomlinson       |            | Conservateur       |          |
| North Wiltshire                | James Gray             |                | Conservateur       | James Gray             |            | Conservateur       |          |
| Plymouth, Moor View            | Johnny Mercer          |                | Conservateur       | Johnny Mercer          |            | Conservateur       |          |
| Plymouth, Sutton and Devonport | Luke Pollard           |                | Travailliste Co-op | Luke Pollard           |            | Travailliste Co-op |          |
| Poole                          | Robert Syms            |                | Conservateur       | Robert Syms            |            | Conservateur       |          |
| Salisbury                      | John Glen              |                | Conservateur       | John Glen              |            | Conservateur       |          |
| Somerton and Frome             | David Warburton        |                | Conservateur       | David Warburton        |            | Conservateur       |          |
| South Dorset                   | Richard Drax           |                | Conservateur       | Richard Drax           |            | Conservateur       |          |
| South East Cornwall            | Sheryll Murray         |                | Conservateur       | Sheryll Murray         |            | Conservateur       |          |
| South Swindon                  | Robert Buckland        |                | Conservateur       | Robert Buckland        |            | Conservateur       |          |
| South West Devon               | Gary Streeter          |                | Conservateur       | Gary Streeter          |            | Conservateur       |          |
| South West Wiltshire           | Andrew Murrison        |                | Conservateur       | Andrew Murrison        |            | Conservateur       |          |
| St Austell and Newquay         | Steve Double           |                | Conservateur       | Steve Double           |            | Conservateur       |          |
| St Ives                        | Derek Thomas           |                | Conservateur       | Derek Thomas           |            | Conservateur       |          |
| Stroud                         | David Drew             |                | Travailliste Co-op | Siobhan Baillie        |            | Conservateur       |          |
| Taunton Deane                  | Rebecca Pow            |                | Conservateur       | Rebecca Pow            |            | Conservateur       |          |
| Tewkesbury                     | Laurence Robertson     |                | Conservateur       | Laurence Robertson     |            | Conservateur       |          |
| Thornbury and Yate             | Luke Hall              |                | Conservateur       | Luke Hall              |            | Conservateur       |          |
| Tiverton and Honiton           | Neil Parish            |                | Conservateur       | Neil Parish            |            | Conservateur       |          |
| Torbay                         | Kevin Foster           |                | Conservateur       | Kevin Foster           |            | Conservateur       |          |
| Torridge and West Devon        | Geoffrey Cox           |                | Conservateur       | Geoffrey Cox           |            | Conservateur       |          |
| Totnes                         | Sarah Wollaston        |                | Conservateur       | Anthony Mangnall       |            | Conservateur       |          |
| Truro and Falmouth             | Sarah Newton           |                | Conservateur       | Cherilyn Mackrory      |            | Conservateur       |          |
| Wells                          | James Heappey          |                | Conservateur       | James Heappey          |            | Conservateur       |          |
| West Dorset                    | Oliver Letwin          |                | Conservateur       | Chris Loder            |            | Conservateur       |          |
| Weston-super-Mare              | John Penrose           |                | Conservateur       | John Penrose           |            | Conservateur       |          |
| Yeovil                         | Marcus Fysh            |                | Conservateur       | Marcus Fysh            |            | Conservateur       |          |

#### Yorkshire-et-Humber
| Circonscription                       | Député sortant    | Député sortant | Député sortant     | Député élu         | Député élu | Député élu         | Majorité |
| Circonscription                       | Nom               | Parti          | Parti              | Nom                | Parti      | Parti              | Majorité |
| ------------------------------------- | ----------------- | -------------- | ------------------ | ------------------ | ---------- | ------------------ | -------- |
| Barnsley Central                      | Dan Jarvis        |                | Travailliste       | Dan Jarvis         |            | Travailliste       |          |
| Barnsley East                         | Stephanie Peacock |                | Travailliste       | Stephanie Peacock  |            | Travailliste       |          |
| Batley and Spen                       | Tracy Brabin      |                | Travailliste Co-op | Tracy Brabin       |            | Travailliste Co-op |          |
| Beverley and Holderness               | Graham Stuart     |                | Conservateur       | Graham Stuart      |            | Conservateur       |          |
| Bradford East                         | Imran Hussain     |                | Travailliste       | Imran Hussain      |            | Travailliste       |          |
| Bradford South                        | Judith Cummins    |                | Travailliste       | Judith Cummins     |            | Travailliste       |          |
| Bradford West                         | Naz Shah          |                | Travailliste       | Naz Shah           |            | Travailliste       |          |
| Brigg and Goole                       | Andrew Percy      |                | Conservateur       | Andrew Percy       |            | Conservateur       |          |
| Calder Valley                         | Craig Whittaker   |                | Conservateur       | Craig Whittaker    |            | Conservateur       |          |
| Cleethorpes                           | Martin Vickers    |                | Conservateur       | Martin Vickers     |            | Conservateur       |          |
| Colne Valley                          | Thelma Walker     |                | Travailliste       | Jason McCartney    |            | Conservateur       |          |
| Dewsbury                              | Paula Sherriff    |                | Travailliste       | Mark Eastwood      |            | Conservateur       |          |
| Don Valley                            | Caroline Flint    |                | Travailliste       | Nick Fletcher      |            | Conservateur       |          |
| Doncaster Central                     | Rosie Winterton   |                | Travailliste       | Rosie Winterton    |            | Travailliste       |          |
| Doncaster North                       | Ed Miliband       |                | Travailliste       | Ed Miliband        |            | Travailliste       |          |
| East Yorkshire                        | Greg Knight       |                | Conservateur       | Greg Knight        |            | Conservateur       |          |
| Elmet and Rothwell                    | Alec Shelbrooke   |                | Conservateur       | Alec Shelbrooke    |            | Conservateur       |          |
| Great Grimsby                         | Melanie Onn       |                | Travailliste       | Lia Nici           |            | Conservateur       |          |
| Halifax                               | Holly Lynch       |                | Travailliste       | Holly Lynch        |            | Travailliste       |          |
| Haltemprice and Howden                | David Davis       |                | Conservateur       | David Davis        |            | Conservateur       |          |
| Harrogate and Knaresborough           | Andrew Jones      |                | Conservateur       | Andrew Jones       |            | Conservateur       |          |
| Hemsworth                             | Jon Trickett      |                | Travailliste       | Jon Trickett       |            | Travailliste       |          |
| Huddersfield                          | Barry Sheerman    |                | Travailliste Co-op | Barry Sheerman     |            | Travailliste Co-op |          |
| Keighley                              | John Grogan       |                | Travailliste       | Robbie Moore       |            | Conservateur       |          |
| Kingston upon Hull East               | Karl Turner       |                | Travailliste       | Karl Turner        |            | Travailliste       |          |
| Kingston upon Hull North              | Diana Johnson     |                | Travailliste       | Diana Johnson      |            | Travailliste       |          |
| Kingston upon Hull West and Hessle    | Emma Hardy        |                | Travailliste       | Emma Hardy         |            | Travailliste       |          |
| Leeds Central                         | Hilary Benn       |                | Travailliste       | Hilary Benn        |            | Travailliste       |          |
| Leeds East                            | Richard Burgon    |                | Travailliste       | Richard Burgon     |            | Travailliste       |          |
| Leeds North East                      | Fabian Hamilton   |                | Travailliste       | Fabian Hamilton    |            | Travailliste       |          |
| Leeds North West                      | Alex Sobel        |                | Travailliste Co-op | Alex Sobel         |            | Travailliste Co-op |          |
| Leeds West                            | Rachel Reeves     |                | Travailliste       | Rachel Reeves      |            | Travailliste       |          |
| Morley and Outwood                    | Andrea Jenkyns    |                | Conservateur       | Andrea Jenkyns     |            | Conservateur       |          |
| Normanton, Pontefract and Castleford  | Yvette Cooper     |                | Travailliste       | Yvette Cooper      |            | Travailliste       |          |
| Penistone and Stocksbridge            | Angela Smith      |                | Travailliste       | Miriam Cates       |            | Conservateur       |          |
| Pudsey                                | Stuart Andrew     |                | Conservateur       | Stuart Andrew      |            | Conservateur       |          |
| Richmond (Yorks)                      | Rishi Sunak       |                | Conservateur       | Rishi Sunak        |            | Conservateur       |          |
| Rother Valley                         | Kevin Barron      |                | Travailliste       | Alexander Stafford |            | Conservateur       |          |
| Rotherham                             | Sarah Champion    |                | Travailliste       | Sarah Champion     |            | Travailliste       |          |
| Scarborough and Whitby                | Robert Goodwill   |                | Conservateur       | Robert Goodwill    |            | Conservateur       |          |
| Scunthorpe                            | Nic Dakin         |                | Travailliste       | Holly Mumby-Croft  |            | Conservateur       |          |
| Selby and Ainsty                      | Nigel Adams       |                | Conservateur       | Nigel Adams        |            | Conservateur       |          |
| Sheffield Central                     | Paul Blomfield    |                | Travailliste       | Paul Blomfield     |            | Travailliste       |          |
| Sheffield South East                  | Clive Betts       |                | Travailliste       | Clive Betts        |            | Travailliste       |          |
| Sheffield Brightside and Hillsborough | Gill Furniss      |                | Travailliste       | Gill Furniss       |            | Travailliste       |          |
| Sheffield, Hallam                     | Jared O'Mara      |                | Travailliste       | Olivia Blake       |            | Travailliste       |          |
| Sheffield, Heeley                     | Louise Haigh      |                | Travailliste       | Louise Haigh       |            | Travailliste       |          |
| Shipley                               | Philip Davies     |                | Conservateur       | Philip Davies      |            | Conservateur       |          |
| Skipton and Ripon                     | Julian Smith      |                | Conservateur       | Julian Smith       |            | Conservateur       |          |
| Thirsk and Malton                     | Kevin Hollinrake  |                | Conservateur       | Kevin Hollinrake   |            | Conservateur       |          |
| Wakefield                             | Mary Creagh       |                | Travailliste       | Imran Ahmad Khan   |            | Conservateur       |          |
| Wentworth and Dearne                  | John Healey       |                | Travailliste       | John Healey        |            | Travailliste       |          |
| York Central                          | Rachael Maskell   |                | Travailliste Co-op | Rachael Maskell    |            | Travailliste Co-op |          |
| York Outer                            | Julian Sturdy     |                | Conservateur       | Julian Sturdy      |            | Conservateur       |          |

## Changement de parti
| Circonscription                          | Nom                 | Parti | Parti        | Date              | Parti | Parti        |
| ---------------------------------------- | ------------------- | ----- | ------------ | ----------------- | ----- | ------------ |
| Kirkcaldy and Cowdenbeath                | Neale Hanvey        |       | SNP          | 13 décembre 2019  |       | Indépendant  |
| Carmarthen East and Dinefwr              | Jonathan Edwards    |       | PC           | 23 mai 2020       |       | Indépendant  |
| Kirkcaldy and Cowdenbeath                | Neale Hanvey        |       | Indépendant  | 29 mai 2020       |       | SNP          |
| New Forest East                          | Julian Lewis        |       | Conservateur | 15 juillet 2020   |       | Indépendant  |
| Leicester East                           | Claudia Webbe       |       | Travailliste | 28 septembre 2020 |       | Indépendant  |
| Rutherglen and Hamilton West             | Margaret Ferrier    |       | SNP          | 1er octobre 2020  |       | Indépendant  |
| Islington North                          | Jeremy Corbyn       |       | Travailliste | 29 octobre 2020   |       | Indépendant  |
| New Forest East                          | Julian Lewis        |       | Indépendant  | 30 décembre 2020  |       | Conservateur |
| Kirkcaldy and Cowdenbeath                | Neale Hanvey        |       | SNP          | 27 mars 2021      |       | Alba Party   |
| East Lothian                             | Kenny MacAskill     |       | SNP          | 28 mars 2021      |       | Alba Party   |
| Delyn                                    | Rob Roberts         |       | Conservateur | 25 mai 2021       |       | Indépendant  |
| Wakefield                                | Imran Ahmad Khan    |       | Conservateur | 18 juin 2021      |       | Indépendant  |
| Newton Abbot                             | Anne Marie Morris   |       | Conservateur | 12 janvier 2022   |       | Indépendant  |
| Bury South                               | Christian Wakeford  |       | Conservateur | 19 janvier 2022   |       | Travailliste |
| Bermondsey and Old Southwark             | Neil Coyle          |       | Travailliste | 11 février 2022   |       | Indépendant  |
| Somerton and Frome                       | David Warburton     |       | Conservateur | 2 avril 2022      |       | Indépendant  |
| Tiverton and Honiton                     | Neil Parish         |       | Conservateur | 29 avril 2022     |       | Indépendant  |
| Newton Abbot                             | Anne Marie Morris   |       | Indépendant  | 12 mai 2022       |       | Conservateur |
| Glasgow North                            | Patrick Grady       |       | SNP          | 26 juin 2022      |       | Indépendant  |
| Tamworth                                 | Christopher Pincher |       | Conservateur | 1er juillet 2022  |       | Indépendant  |
| Bournemouth East                         | Tobias Ellwood      |       | Conservateur | 19 juillet 2022   |       | Indépendant  |
| Newcastle upon Tyne East                 | Nick Brown          |       | Travailliste | 7 septembre 2022  |       | Indépendant  |
| Ealing Central and Acton                 | Rupa Huq            |       | Travailliste | 27 septembre 2022 |       | Indépendant  |
| Bournemouth West                         | Conor Burns         |       | Conservateur | 7 octobre 2022    |       | Indépendant  |
| Neath                                    | Christina Rees      |       | Travailliste | 13 octobre 2022   |       | Indépendant  |
| Bournemouth East                         | Tobias Ellwood      |       | Indépendant  | 15 octobre 2022   |       | Conservateur |
| West Suffolk                             | Matthew Hancock     |       | Conservateur | 1er novembre 2022 |       | Indépendant  |
| Bournemouth West                         | Conor Burns         |       | Indépendant  | 3 décembre 2022   |       | Conservateur |
| St Helens North                          | Conor McGinn        |       | Travailliste | 7 décembre 2022   |       | Indépendant  |
| Solihull                                 | Julian Knight       |       | Conservateur | 7 décembre 2022   |       | Indépendant  |
| Glasgow North                            | Patrick Grady       |       | Indépendant  | 29 décembre 2022  |       | SNP          |
| North West Leicestershire                | Andrew Bridgen      |       | Conservateur | 11 janvier 2023   |       | Indépendant  |
| Ealing Central and Acton                 | Rupa Huq            |       | Indépendant  | 3 mars 2023       |       | Travailliste |
| Blackpool South                          | Scott Benton        |       | Conservateur | 5 avril 2023      |       | Indépendant  |
| Hackney North and Stoke Newington        | Diane Abbott        |       | Travailliste | 23 avril 2023     |       | Indépendant  |
| North West Leicestershire                | Andrew Bridgen      |       | Indépendant  | 10 mai 2023       |       | Reclaim      |
| Bermondsey and Old Southwark             | Neil Coyle          |       | Indépendant  | 24 mai 2023       |       | Travailliste |
| Swansea West                             | Geraint Davies      |       | Travailliste | 1er juin 2023     |       | Indépendant  |
| Enfield Southgate                        | Bambos Charalambous |       | Travailliste | 9 juin 2023       |       | Indépendant  |
| Na h-Eileanan an Iar                     | Angus MacNeil       |       | SNP          | 5 juillet 2023    |       | Indépendant  |
| East Kilbride, Strathaven and Lesmahagow | Lisa Cameron        |       | SNP          | 12 octobre 2023   |       | Conservateur |
| Wellingborough                           | Peter Bone          |       | Conservateur | 17 octobre 2023   |       | Indépendant  |
| Reigate                                  | Crispin Blunt       |       | Conservateur | 26 octobre 2023   |       | Indépendant  |
| Middlesbrough                            | Andy McDonald       |       | Travailliste | 30 octobre 2023   |       | Indépendant  |
| Beckenham                                | Bob Stewart         |       | Conservateur | 4 novembre 2023   |       | Indépendant  |
| North West Leicestershire                | Andrew Bridgen      |       | Reclaim      | 20 décembre 2023  |       | Indépendant  |
| Edmonton                                 | Kate Osamor         |       | Travailliste | 29 janvier 2024   |       | Indépendant  |
| Neath                                    | Christina Rees      |       | Indépendant  | 1er février 2024  |       | Travailliste |
| Ashfield                                 | Lee Anderson        |       | Conservateur | 24 février 2024   |       | Indépendant  |
| Ashfield                                 | Lee Anderson        |       | Indépendant  | 11 mars 2024      |       | Reform UK    |
| Middlesbrough                            | Andy McDonald       |       | Indépendant  | 13 mars 2024      |       | Travailliste |
| Lagan Valley                             | Jeffrey Donaldson   |       | DUP          | 29 mars 2024      |       | Indépendant  |
| Hazel Grove                              | William Wragg       |       | Conservateur | 9 avril 2024      |       | Indépendant  |
| Enfield Southgate                        | Bambos Charalambous |       | Indépendant  | 12 avril 2024     |       | Travailliste |
| Fylde                                    | Mark Menzies        |       | Conservateur | 17 avril 2024     |       | Indépendant  |
| Central Suffolk and North Ipswich        | Dan Poulter         |       | Conservateur | 27 avril 2024     |       | Travailliste |
| Dover                                    | Natalie Elphicke    |       | Conservateur | 8 mai 2024        |       | Travailliste |
| Edmonton                                 | Kate Osamor         |       | Indépendant  | 8 mai 2024        |       | Travailliste |
| West Suffolk                             | Matthew Hancock     |       | Indépendant  | 23 mai 2024       |       | Conservateur |
| Beckenham                                | Bob Stewart         |       | Indépendant  | 23 mai 2024       |       | Conservateur |
| Telford                                  | Lucy Allan          |       | Conservateur | 27 mai 2024       |       | Indépendant  |
| Hackney North and Stoke Newington        | Diane Abbott        |       | Indépendant  | 28 mai 2024       |       | Travailliste |
| Brighton Kemptown                        | Lloyd Russell-Moyle |       | Travailliste | 29 mai 2024       |       | Indépendant  |
| Bolton North East                        | Mark Logan          |       | Conservateur | 30 mai 2024       |       | Travailliste |

## Partielles
| Circonscription              | Sortant              | Parti | Parti                | Date              | Cause     | Élu                | Parti | Parti              |
| ---------------------------- | -------------------- | ----- | -------------------- | ----------------- | --------- | ------------------ | ----- | ------------------ |
| Hartlepool                   | Mike Hill            |       | Travailliste         | 6 mai 2021        | Démission | Jill Mortimer      |       | Conservateur       |
| Airdrie and Shotts           | Neil Gray            |       | SNP                  | 13 mai 2021       | Démission | Anum Qaisar-Javed  |       | SNP                |
| Chesham and Amersham         | Cheryl Gillan        |       | Conservateur         | 17 juin 2021      | Décès     | Sarah Green        |       | LibDem             |
| Batley and Spen              | Tracy Brabin         |       | Travailliste         | 1er juillet 2021  | Démission | Kim Leadbeater     |       | Travailliste       |
| Old Bexley and Sidcup        | James Brokenshire    |       | Conservateur         | 2 décembre 2021   | Décès     | Louie French       |       | Conservateur       |
| North Shropshire             | Owen Paterson        |       | Conservateur         | 16 décembre 2021  | Démission | Helen Morgan       |       | LibDem             |
| Southend West                | David Amess          |       | Conservateur         | 3 février 2022    | Décès     | Anna Firth         |       | Conservateur       |
| Birmingham Erdington         | Jack Dromey          |       | Travailliste         | 3 mars 2022       | Décès     | Paulette Hamilton  |       | Travailliste       |
| Wakefield                    | Imran Ahmad Khan     |       | Conservateur         | 23 juin 2022      | Démission | Simon Lightwood    |       | Travailliste Co-op |
| Tiverton and Honiton         | Neil Parish          |       | Conservateur         | 23 juin 2022      | Démission | Richard Foord      |       | LibDem             |
| City of Chester              | Chris Matheson       |       | Travailliste         | 1er décembre 2022 | Démission | Samantha Dixon     |       | Travailliste       |
| Stretford and Urmston        | Kate Green           |       | Travailliste         | 15 décembre 2022  | Démission | Andrew Western     |       | Travailliste       |
| West Lancashire              | Rosie Cooper         |       | Travailliste         | 9 février 2023    | Démission | Ashley Dalton      |       | Travailliste       |
| Uxbridge and South Ruislip   | Boris Johnson        |       | Conservateur         | 20 juillet 2023   | Démission | Steve Tuckwell     |       | Conservateur       |
| Selby and Ainsty             | Nigel Adams          |       | Conservateur         | 20 juillet 2023   | Démission | Keir Mather        |       | Travailliste       |
| Somerton and Frome           | David Warburton      |       | Conservateur         | 20 juillet 2023   | Démission | Sarah Dyke         |       | LibDem             |
| Rutherglen and Hamilton West | Margaret Ferrier     |       | Indépendant (ex-SNP) | 5 octobre 2023    | Pétition  | Michael Shanks     |       | Travailliste       |
| Mid Bedfordshire             | Nadine Dorries       |       | Conservateur         | 19 octobre 2023   | Démission | Alistair Strathern |       | Travailliste       |
| Tamworth                     | Christopher Pincher  |       | Conservateur         | 19 octobre 2023   | Démission | Sarah Edwards      |       | Travailliste       |
| Wellingborough               | Peter Bone           |       | Conservateur         | 15 février 2024   | Pétition  | Gen Kitchen        |       | Travailliste       |
| Kingswood                    | Christopher Skidmore |       | Conservateur         | 15 février 2024   | Démission | Damien Egan        |       | Travailliste       |
| Rochdale                     | Tony Lloyd           |       | Travailliste         | 29 février 2024   | Décès     | George Galloway    |       | WPB                |
| Blackpool South              | Scott Benton         |       | Conservateur         | 2 mai 2024        | Démission | Chris Webb         |       | Travailliste       |